# بيلاين
بيلاين (بالروسية: билайн)‏ شركة اتصالات تابعة لمجموعة "VimpelCom" الروسية, تقدم خدمات اتصالات الهاتف المحمول في روسيا ورابطة الدول المستقلة اُسست عام 1993